# Юрізен
Юрізен (англ. Urizen, /ˈjʊrɪzən/) — верховне божество міфології Вільяма Блейка у творах якого він описаний творцем матеріального світу.

## Опис
Юрізен — символ людського розуму, обмежувач енергії, законодавець, заздрісний тиран. Слово Urizen, ймовірно, утворено від слів «your reason» — «твій розум», або співзвучних грецьких на означення «окреслювати циркулем».
У своїх гравюрах і картинах Блейк, як правило, зображував його у вигляді сивобородого старця, іноді з гігантським циркулем в руці, за допомогою якого він створює і обмежує Всесвіт, або з мережами, що символізують закони і суспільство, якими він, як павутиною, обплутує людей. Іноді його зображено з розкритою книгою в якій записані закони придумані ним для людства. Втілює сатанинський початок і уподібнюється мільтоновському Сатані з «Втраченого Раю».